# Hans Wachtmeister (1793–1827)
Hans Wachtmeister af Johannishus, född den 31 juli 1793 i Sölvesborgs landsförsamling, Blekinge län, död den 8 november 1827 i Karlskrona, Blekinge län, var en svensk greve, jurist, ämbetsman och landshövding i Blekinge län.

## Biografi
Hans Wachtmeister af Johannishus föddes 1793 på Valje i Sölvesborgs landsförsamling. Han var son till sjöofficeren Hans Fredrik Wachtmeister och dennes första hustru Carolina Adlerfelt. Wachtmeister blev student vid Lunds universitet och avlade därefter först teologisk examen 1805 och därefter juridisk examen 1808 vid Lunds universitet. Han antogs därefter som extra ordinarie kanslist i justitierevisionen, blev vice häradshövding 31 januari 1815 och erhöll senare lagmans namn, heder och värdighet.
Mer konkret blev han 11 november 1817 tillförordnad revisionssekreterare och utsågs till tillförordnad landshövding i Blekinge län 1822. Den 4 februari 1823 blev han ordinarie innehavare av sistnämnda post och utnämndes 28 januari 1825 till riddare av Nordstjärneorden. Wachtmeister avled 1827 i Karlskrona.

### Egendom
Som äldste son hade han 1807 övertagit fideikommisset Johannishus efter fadern.

### Familj
Wachtmeister gifte sig 8 oktober 1825 med friherrinnan Agata Wrede af Elimä (1799–1890), dotter till en av rikets herrar, fälmarskalken friherre Fabian Wrede af Elimä och Agata Bremer. Med henne fick han en son, vilken dock föddes först efter faderns död. Denne son gavs även han namnet Hans Wachtmeister (1828-1905) och blev i sinom tid också han landshövding i Blekinge län.